# Lanespède
Lanespède é uma comuna francesa na região administrativa de Occitânia, no departamento dos Altos Pirenéus. Estende-se por uma área de 4,47 km². Em 2010 a comuna tinha 150 habitantes (densidade: 33,6 hab./km²).